# Astragalus gigantostegius
Astragalus gigantostegius är en ärtväxtart som beskrevs av Dieter Podlech. Astragalus gigantostegius ingår i släktet vedlar, och familjen ärtväxter. Inga underarter finns listade i Catalogue of Life.